# By the Sea
By the Sea (br: Carlitos na Praia ou Carlitos à Beira-Mar/ pt:  Charlot Bombista) é um filme mudo estadunidense curta-metragem de 1915, do gênero comédia, produzido por Jess Robbins para o Estúdios Essanay, e escrito, dirigido e protagonizado por Charles Chaplin.
Chaplin tinha deixado o estúdio da Essanay em Niles, na Califórnia, após ter feito cinco filmes. By the Sea foi todo filmado em crystal pier.

## Sinopse
O Vagabundo arruma confusão na praia com os maridos das mulheres as quais ele dá atenção.

## Elenco
- Charles Chaplin .... Vagabundo
- Billy Armstrong .... homem com chapéu de palha
- Margie Reiger .... esposa do homem com chapéu de palha
- Bud Jamison .... homem com cartola
- Edna Purviance .... esposa do homem com cartola
- Paddy McGuire .... primeiro policial
- Ernest Van Pelt .... segundo policial